# Jena
Jena je grad u njemačkoj saveznoj pokrajini Tiringiji, poznat po sveučilištu Friedricha Schillera, koje je s preko 20 000 studenata među većima u zemlji i koje je osnovano još 1558. godine. Grad leži na rijeci Saale i (2008.) ima 103 392 stanovnika (u Tiringiji je veći samo Erfurt). Ima status autonomnog (Kreisfreie) grada.
Jena je ne samo njemački, već i jedan od svjetskih centara optike i precizne mehanike, u čemu prednjači poduzeće Carl Zeiss, koje je svojevremeno s oko 60 000 zaposlenih bilo najveće poduzeće tadašnjeg DDR-a, dok danas ima oko 30 000 djelatnika.

## Gradovi prijatelji
Jena ima ugovore o partnerstvu sa sljedećim gradovima:
- Porto, Portugal
- Lugoj, Rumunjska
- Erlangen, Njemačka
- San Marcos, Nikaragva
- Aubervilliers, Francuska
- Berkeley, Kalifornija, SAD

## Vanjske poveznice
- Službena stranica (njem.)
- Friedrich-Schiller-Universität Jena (njem.) (engl.)

### Ostali projekti
|  | Zajednički poslužitelj ima još gradiva o temi Jena |